# Будимпештански зоолошки врт и ботаничка башта
Будимпештански зоолошки врти и ботачничка башта (мађ. Fővárosi Állat- és Növénykert) је најстарији зоолошки врт у Мађарској и један од најстаријих у свету. Стациониран је у Градском парку, у центру града. У зоолошком врту се налази 1072 животињске врсте.
Отворен је 9. августа 1866. године, а сваке године прими од 1–1.1 милион посетилаца. Цело пространство зоолошког врта је резерват природе у којем се налазе зграде дизајниране у сецесивној архитектури. Најзаступљеније животиње у врту биле су комодски змајеви, а од децембра 2011. године најзаступљенији су вомбати.

## Историја
Будимпештански зоолошки врт један је од најстаријих зоолошких вртова на свету. Идеја о његовом оснивању потиче из двадесетих година 19. века, а отворен је 9. августа 1886. године. У то време, зоолошки врт је имао животиње углавном са простора Мађарске, као и неке ретке врсте мајмуна, папагаја, камиле и кенгуре.
Краљ и краљица Мађарске, Франц Јозеф и Елизабета донирали су жирафу и многе друге животиње у овај зоолошки врт. Још пре његовог свечаног отварања, 1876. године, направљени су кавези, где су били смештени лавови и тигрови, а нешто касније и слон, нилски коњ и носорог.
Ипак, почетни ентузијазам је нестао и популарност зоолошког врта се смањила. Нове животиње биле су скупе, а трошкови зоолошког врта премашили су приходе. Руководство је ангажовало забављаче и комичаре, а корпорација је трансформисана у компанију која се бави производњом животиња и биљака.
Године 1873, Кароли Серак је био директор зоолошког врта. Руководио је више од 30 година и успео је да одржи зоолошки врт. Ангажовао је неколико уметника, као што су гутачи мачева и плесачице, како би привукли људе. Приходи су се повећали, а зоолошки врт је купио неколико специјалних и ретких животиња. Зоолошки врт поседао је око 2.000 врста животиња у то време. Међутим, како су власти повећале накнаду за изнајмљивање и финансијска ситуација у зоолошком врту је погоршана. Компанија је банкротирала 1896. године.
Године 1907. зоолошки врт је продат на аукцији и преузет од стране Будимпеште. За време мандата градоначелника Будимпеште Иштвана Барција, зоолошки врт је реконструисан и периоду од 1909. до 1912. године. Поново је отворен 20. маја 1912. године, када је званично у оквиру зоолошког врта створена и ботаничка башта. У то време, будимпештански зоолошки врт био је један од најморернијих зоолошких вртова у Европи.
Развој врта прекинуо је Први светски рат, да би у Другом светском рату зоолошки врт био потпуно уништен. У опсади Будимпеште, врт је бомбардован, већина животиња су страдале, док је уништен велики број зграда. Преостале животиње су појели гладни људи, који су у време ратног стања остали без хране. Од 2000 примерака, само 15 је преживело опсаду града.
Године 1945. зоолошки врт се поново отворио са неколико десетина животиња. Педесетих и шездесетих година прошлог века постојала је велика модернизација. Између 1956. и 1967. године, генерални директор зоолошког врта био је др. Чаба Анђи. Под његовим надзором, зоолошки врт је поново постао један од најмодернијих зоолошких вртова Европе. Године 1994. за генералног директора зоолошког врта постављен је Миклос Персани, а за време његовог мандата историјске зграде су реконструисане, а станишта животиња модернизована, увећана и направљена да изгледају природније.
Године 2007, први носорог икада рођен са вештачком оплодњом рођен је у зоолошком врту у Будимпешти. Генерална скупштина Будимпеште 2012. године одлучила је да ће зоолошки врт преузети део територије забавног парка и представити Пони Парк, породични парк за игре и зоолошки врт. Зоолошки врт је 14. фебруара 2013. године добио првог слона још од 1961. године. Године 2013. зоолошки врт је купио већину територије забавног парка и користи га за приказ суптропске фауне и флоре у пространој стакленици.